# Montroy (Charente-Maritime)
Montroy is een gemeente in het Franse departement Charente-Maritime (regio Nouvelle-Aquitaine) en telt 654 inwoners (2008). De plaats maakt deel uit van het arrondissement La Rochelle.

## Geografie
De oppervlakte van Montroy bedraagt 3,99 km², de bevolkingsdichtheid is 164 inwoners per km².

## Demografie
Onderstaande figuur toont het verloop van het inwonertal (bron: INSEE-tellingen).